# Norea
Norea is in de gnostische literatuur een personage dat in die literatuur vaak een goddelijke status verkrijgt. In de meeste gnostische literatuur die over haar handelt is zij een dochter van Adam en Eva.  In andere gnostische teksten kan zij de vrouw of zuster van Seth of de echtgenote van Noach zijn. In de literatuur van de gnostische stroming die aangeduid wordt als het sethianisme is Norea het vrouwelijke equivalent van Seth als hoeder en soms ook als verlosser van het geslacht van de gnostici. Dat element kwam ook voor bij de gnostische stroming van de borboriten. 
In de Hebreeuwse Bijbel worden Kaïn en Abel alsmede Seth als enige kinderen van Adam en Eva genoemd. In de gnostische literatuur worden Kaïn en Abel bij Eva verwekt als gevolg van een verkrachting van haar door de archonten, de dienaren van de demiurg. Seth is de zoon van Adam en Eva. In het Wezen van de Wereldheersers is Norea een dochter van Eva, maar Adam wordt niet als de vader genoemd. De tekst maakt duidelijk dat het hier om een maagdelijke geboorte handelt. Norea komt in de Hebreeuwse Bijbel niet voor. 
Een aantal auteurs op het vakgebied heeft de opvatting, dat de naam en rol van Norea ontleend moet zijn aan joodse legendes, zoals vermeld in Genesis 4.22 over Naama, de dochter van Lamech en zuster van Tubal-Kaïn. De oorspronkelijke vorm van haar naam zou dan Horaia zijn geweest. Dat is ook de naam die Epiphanius van Salamis (ca. 310- 403) in het hoofdstuk tegen de gnostische stroming van het sethianisme in zijn geschrift Panarion aan de vrouw van Seth geeft.  
In het  Wezen van de Wereldheersers heeft Noach een verbond gesloten met de zoon van de demiurg, die het overgrote deel van de mensheid wenst te vernietigen door een zondvloed. Norea, die in dit verhaal de vrouw van Noach is, wordt de toegang tot de ark geweigerd en steekt die uiteindelijk in brand. Hierna wordt zij verkracht door de archonten, smeekt om hulp aan het pleroma, de goddelijke wereld, en wordt uiteindelijk verlost. Epiphanius schreef dat het verhaal grote overeenkomsten heeft met dat van Deukalion en Pyrrha, het bekendste van de zondvloedverhalen uit de Griekse mythologie. 
In de Gedachte van Norea heeft Norea meer een rol die lijkt op de figuur van Sophia|Wijsheid in de diverse gnostische scheppingsverhalen. Hoewel de oorzaak in het handschrift niet genoemd wordt, is het duidelijk dat zij uit het pleroma is gevallen. Zij smeekt de machten in het pleroma om hulp, die zij ook zal ontvangen. In het laatste deel van de tekst staat Er zal een tijd komen, dat zij tot het pleroma in zal gaan en niet langer in het tekort (de aardse wereld) zal verkeren. Zij heeft immers vier heilige helpers die haar voorspraak zijn bij de Vader van het Al. De vier helpers worden niet met naam benoemd, maar in andere gnostische teksten zijn dat altijd Harmozel, Oroiael, Daveithe en Elele
In de literatuur van het mandeïsme wordt Norea met de naam Nuraita omschreven als de echtgenote van Noach. In literatuur van het rabbijns jodendom is zij ook de opstandige echtgenote van Noach. In de Zohar, het belangrijkste werk van de joodse mystiek, de kabbala, wordt zij beschreven als als een vrouw van ongelooflijke schoonheid en een verleidster van de engelen. Eveneens uit de middeleeuwen is een tekst, gevonden in de genizah van Caïro, waar de hulp van Norea wordt gevraagd in een magische formule die impotentie moet bestrijden. 